# 木魚山
木魚山（英語：Muk Yue Shan）是位於香港離島區大嶼山的山峰，海拔高479米，鄰近昂坪及獅子頭山，南面範圍屬於南大嶼郊野公園。